# Meynes
Meynes är en kommun i departementet Gard i regionen Occitanien i södra Frankrike. Kommunen ligger i kantonen Aramon som tillhör arrondissementet Nîmes. År 2022 hade Meynes 2 576 invånare.

## Befolkningsutveckling
Antalet invånare i kommunen Meynes
Referens:INSEE